# Дейстер Віллем Корнеліс
Віллем Корнеліс Дейстер (нід. Willem Cornelisz. Duyster; 30 серпня, 1599, Амстердам — 31 січня, 1635, Амстердам) — нідерландський (голландський) художник першої третини XVII ст.

## Життєпис
Батьки майбутнього художника — Корнеліс Дірк та Хендріка Ієронімус. У батька це був другий шлюб, від котрого було вже двійка дітей. В шлюбі з Хендрікою народилось четверо дітей, Віллем Корнеліс був найстаршим.
Точної дати народження Віллема Корнеліса не збережено. Знайдений запис лише про день хрестин немовля (30 серпня, 1599 року) в так званій Старій церкві міста Амстердам.

## Походження прізвища
1620 року батьківська родина перебралась на житло на вулицю Koningstraat в будинок з назвою «Темний світ» (The Duystere Werelt). Від назви будинку ведуть і походження прізвища художника, що стало історичним.

## Художнє навчання
Серед вчителів художника-початківця рахують Барента ван Сомерена (1572—1632). Водночас з Віллемом Дейстером в майстерні Барента ван Сомерена навчався і художник Пітер Кодде, стилістика котрого вплинула на стиль творів Віллема Дейстера. Серед других впливів або вчителів міг бути художник Корнелис ван дер Вурт.

## Власна родина і родичі
Дейстер породичався з художником Симоном Кіком. Симон узяв шлюб з сестрою Віллема Дейстера, а той 1631 року взяв шлюб з тридцятирічною Маргерітою Кік, сестрою Симона.

## Творчість
Віллем Дейстер починав як портретист. Портрети його роботи вирізнялись твердим малюнком, реалізмом і схожістю з портретованими без прагнення улестити або ідеалізувати модель. Водночас художник добре відтворював тканини та аксесуари.
Згодом він звернувся до побутового жанру та картин зі сценками життя військових (караульні, мародери, побутування в тимчасових приміщеннях і за тамчасовими справами).

## Хвороба і смерть
Захворів на якусь хворобу, яка перебігала з гарячкою, яку розцінили як чуму. Помер 31 січня 1635 року в Амстердамі.

## Обрані твори (перелік)
- «Гра в трік-трак», 1625 р., Державний музей (Амстердам)
- «Портрет невідомого зі стриженим волоссям», 1627 р., Державний музей (Амстердам)
- «Портрет невідомої пані», 1627 р.
- «Портрет невідомого у віці 59 років»
- «Вояки картярі»
- «Таверна з вояками»
- «Караульня з офіцером та слугою-зброєносцем»
- «Інтер'єр в голландському помешканні з дерев'яної стелею та класичним декором і фігурами»
- «Вояк, що заснув на соломі»
- «Вояки з награбованим майном»
- «Алегорія слуху» із серії «П'ять почуттів»
- «Шляхетне товариство в маскарадному вбранні грає в кості»
- «Офіцери в караульні біля каміну», 1632 р., Музей мистецтв Філадельфії, Пенсільванія, США
- «Родинний портрет з негритянкою-служницею», Державний музей (Амстердам)

## Обрані твори (галерея)

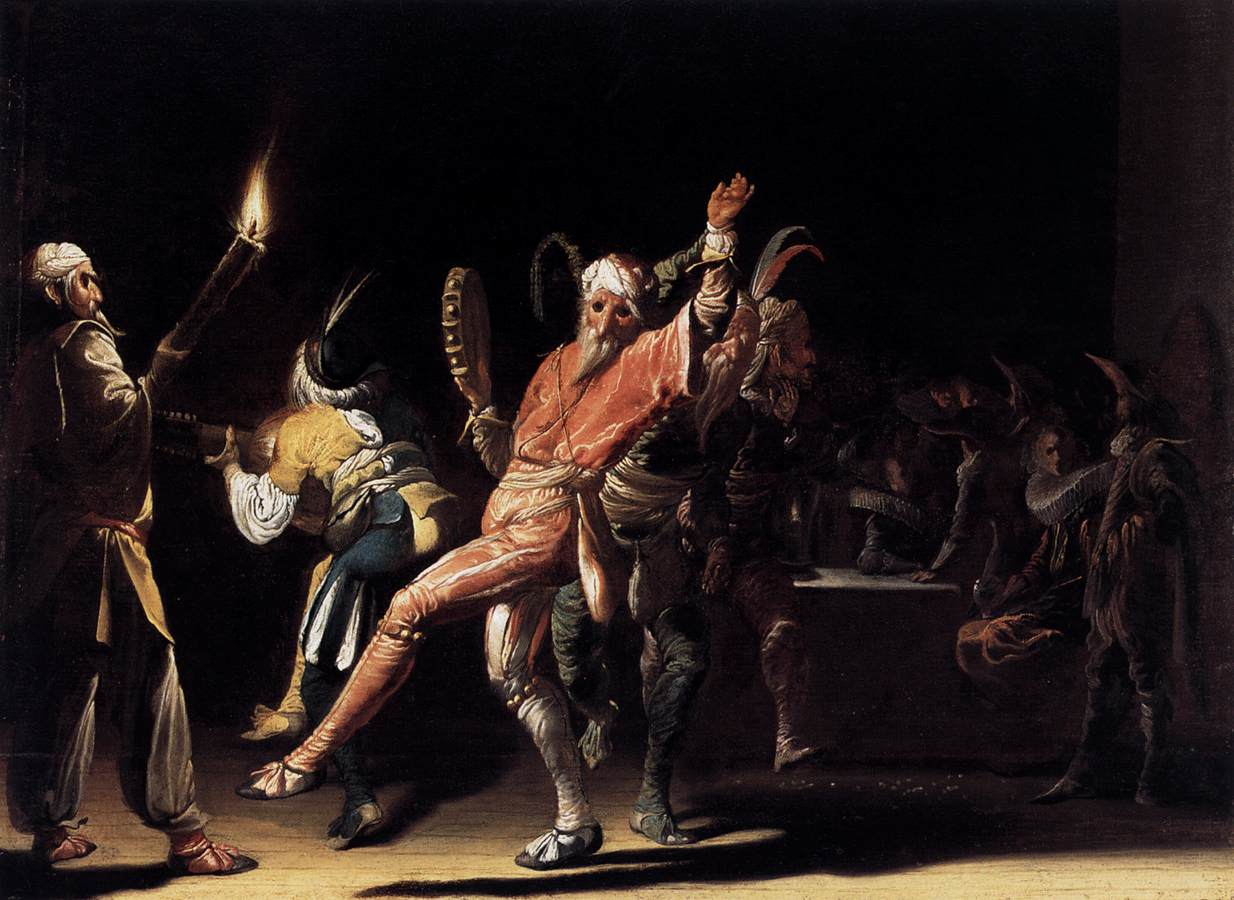
Віллем Дейстер. «Блазні на карнавалі», бл. 1620 р. Державна галерея, Берлін

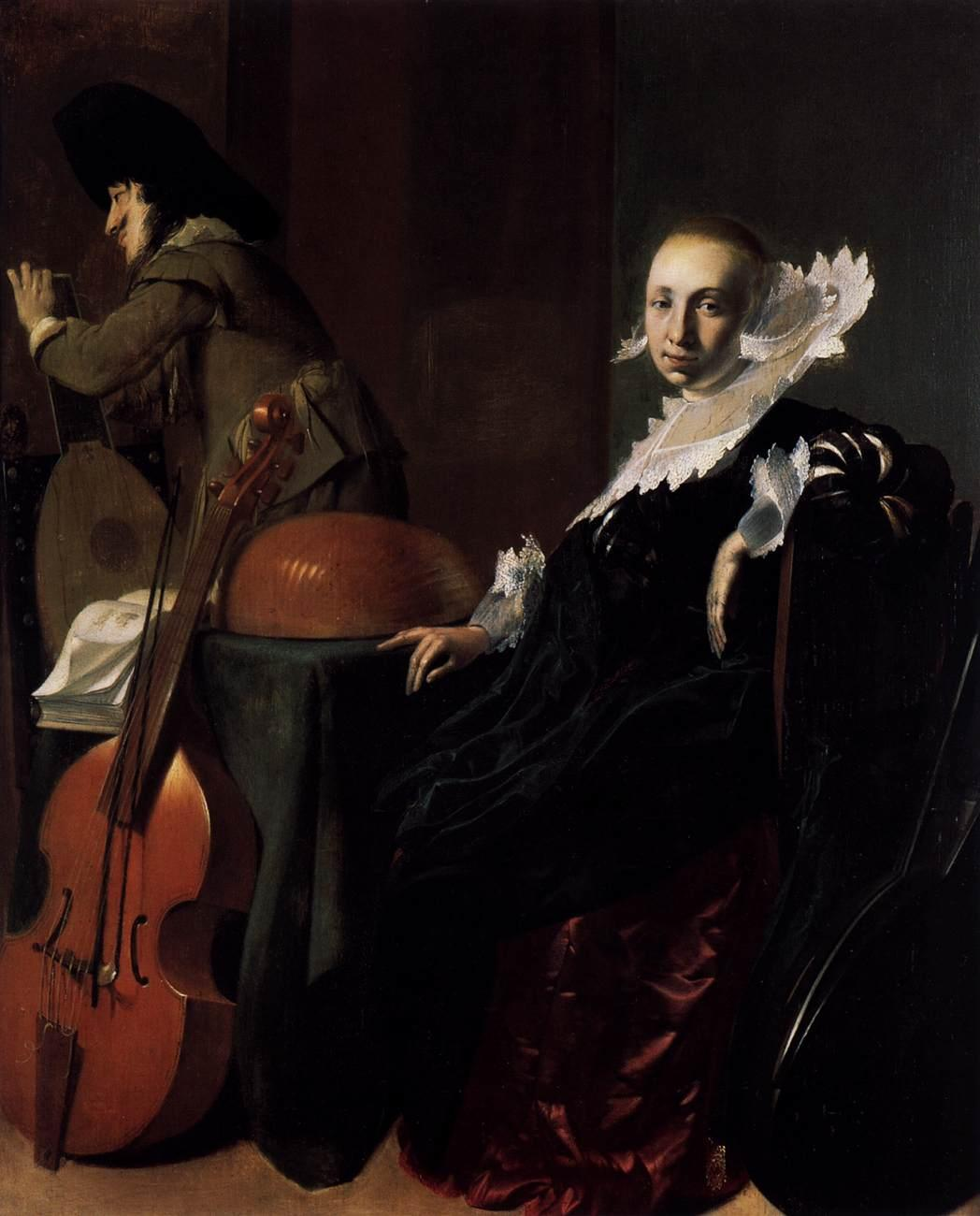
Віллем Дейстер. «Налаштування лютні перед музикуванням», Берлін.

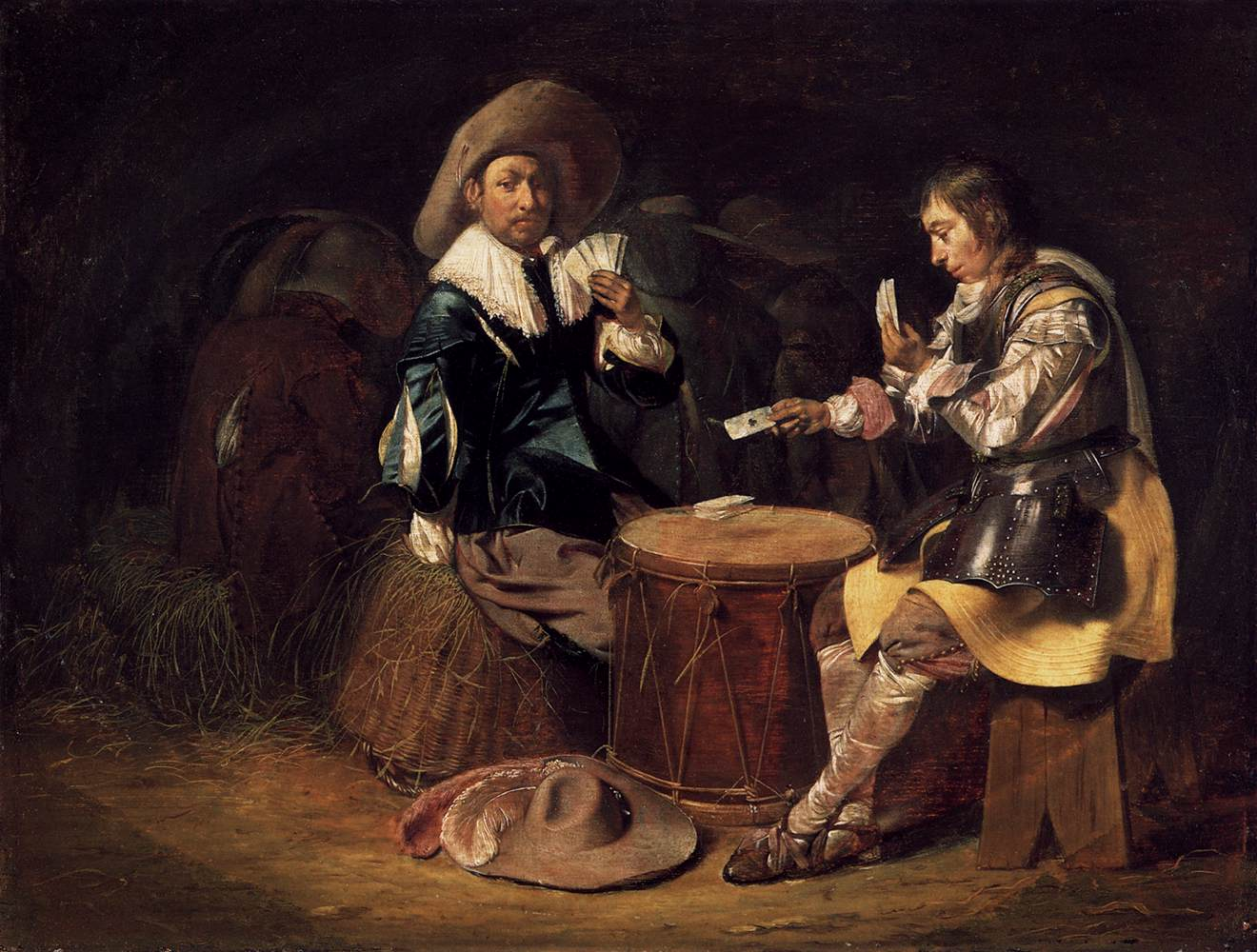
Віллем Дейстер. «Вояки-картярі»
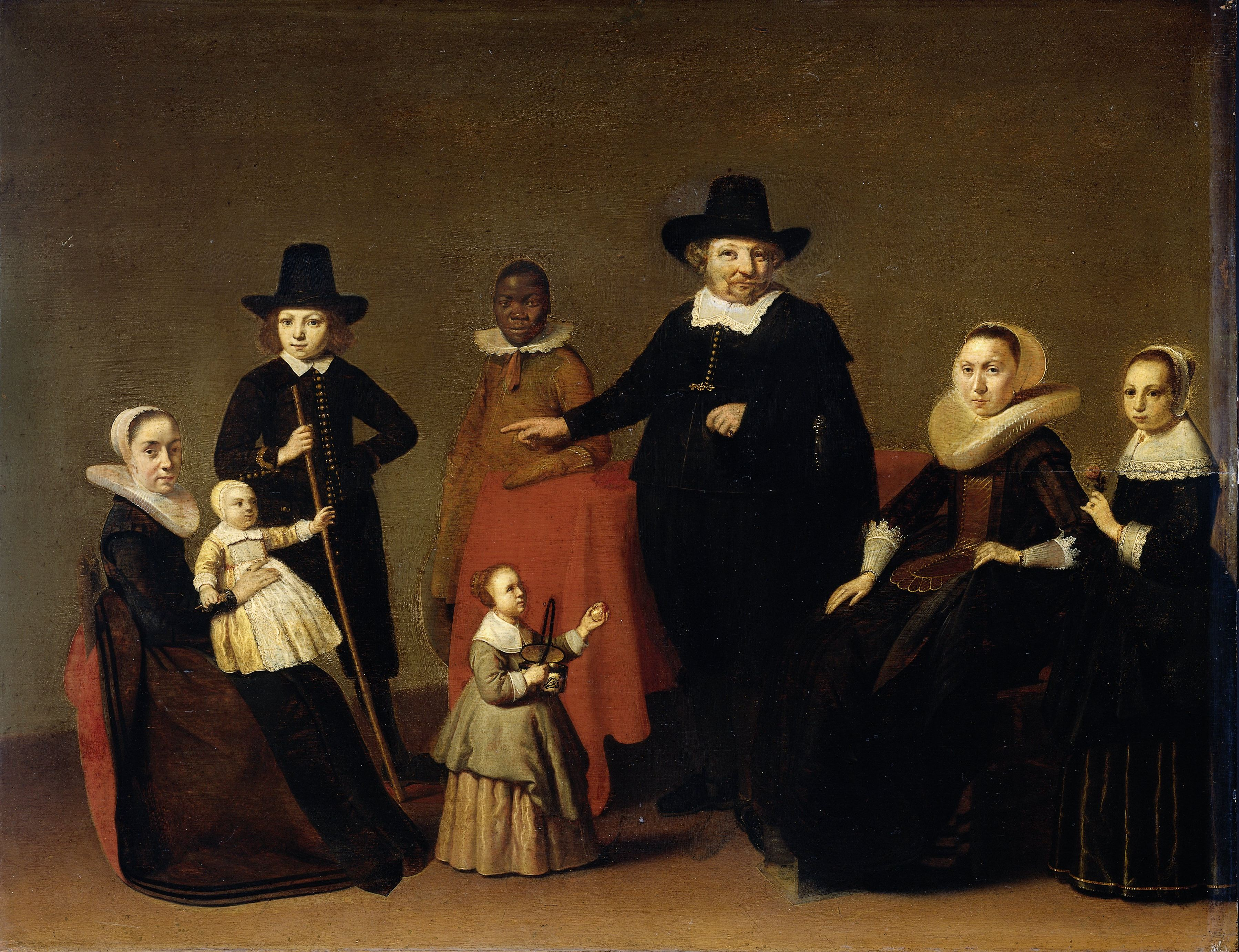
Віллем Дейстер. «Родинний портрет з негритянкою-служницею», Державний музей, Амстердам
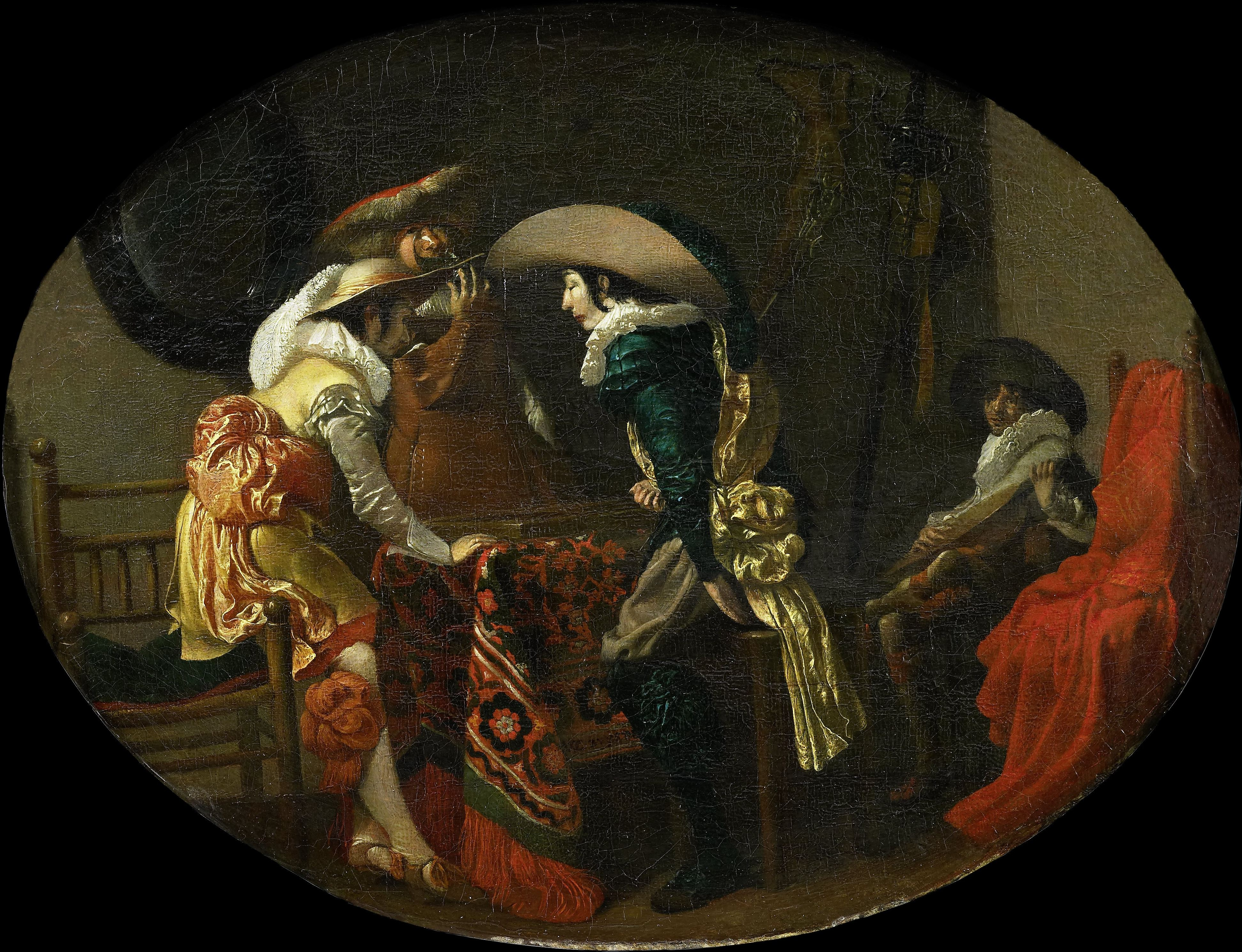
Віллем Дейстер. «Гра в трік-трак», 1625 р., Державний музей, Амстердам
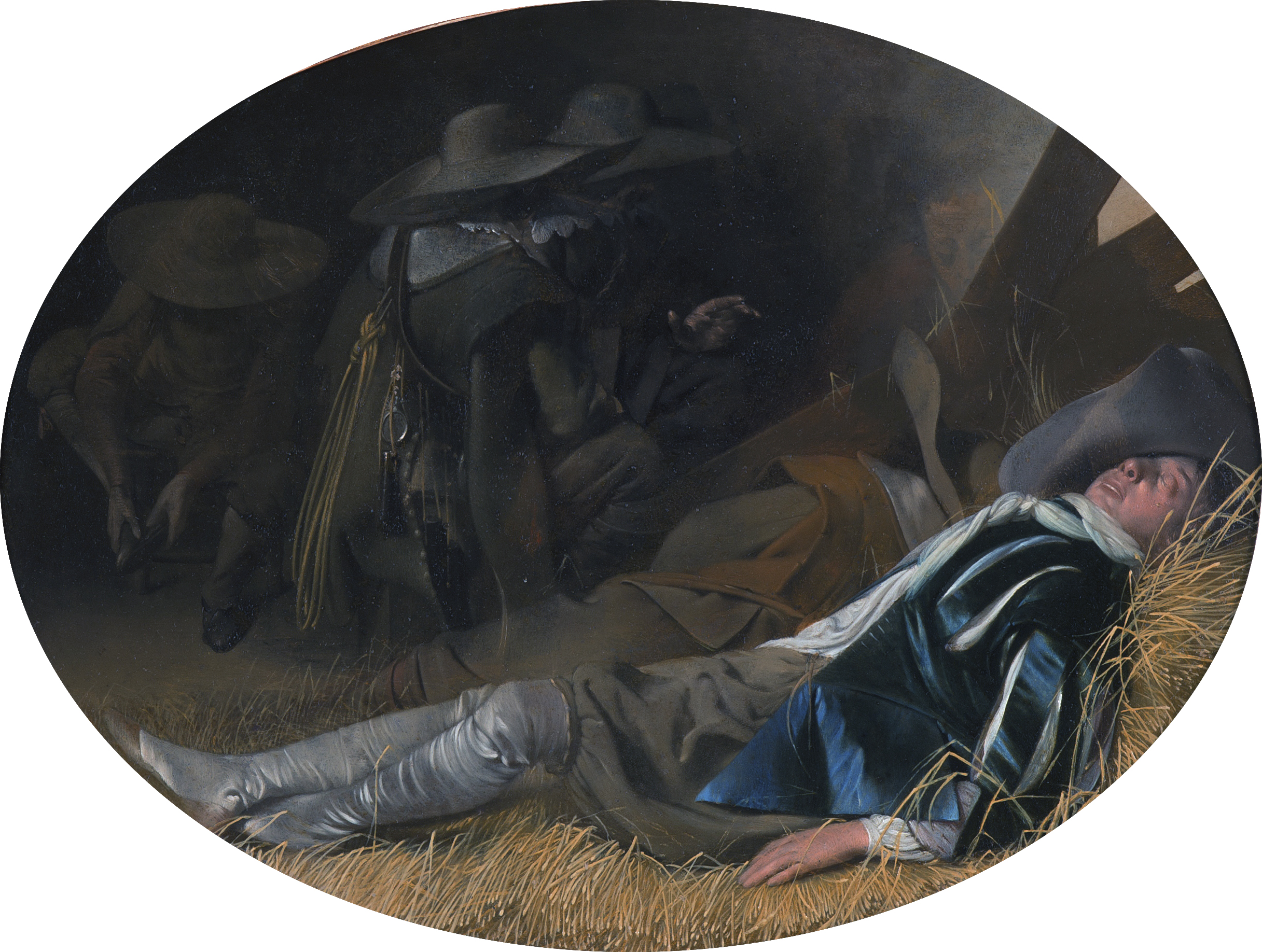
Віллем Дейстер. «Вояк, що заснув на соломі»